# Ivesia paniculata
Ivesia paniculata är en rosväxtart som beskrevs av T.W. Nelson och J.P. Nelson. Ivesia paniculata ingår i släktet Ivesia och familjen rosväxter. Inga underarter finns listade i Catalogue of Life.